# Gérard Autajon
Gérard Autajon, né le 1er mai 1953, est un homme d'affaires français.  Il est président-directeur général du Groupe Autajon, fabricant d'emballages et d'étiquettes dont le siège historique est basé à Montélimar. Il est également connu pour sa mention dans le scandale des Panama Papers et sa condamnation pour fraude fiscale.

## Biographie
Gérard Autajon naît le 1er mai 1953.
Il est depuis 1992 le discret PDG du groupe familial Autajon, fondé en 1964 par ses parents Alain et Suzanne, et dont le siège est implanté à Montélimar dans la Drôme ; spécialisé dans les emballages, le groupe s'est internationalisé sous l'impulsion de Gérard Autajon et compte 4 000 salariés en 2016,.
Il est entré en 2004, avec sa famille, dans le classement des « 500 plus grandes fortunes de France » (établi par le magazine Challenges).
Son nom apparaît en 2016 (il est alors 401e fortune de France) dans le scandale des Panama Papers : des documents du cabinet Mossack Fonseca établissent qu'il a possédé un compte bancaire en Suisse hébergeant 25 millions de francs suisses (environ 22 millions d’euros), dissimulés au fisc français ; en raison de l'assouplissement du secret bancaire helvétique en 2013, il déplace successivement cet argent dans plusieurs sociétés écran dans des paradis fiscaux (Hong Kong, les Bahamas, les Antilles néerlandaises et le Luxembourg), en même temps qu'il ferme une usine pour motif économique — relève l'émission Cash Investigation,,.
Après avoir été visé par un contrôle fiscal avant 2016, il fait l'objet d'une enquête du Parquet national financier et est condamné en 2017 à un an de prison avec sursis et deux millions d'euros d'amende dans le cadre d'une procédure de reconnaissance préalable de culpabilité, en plus d'un redressement fiscal,,.